# Ajuntament de Castelló de Farfanya
Ajuntament de Castelló de Farfanya és una casa consistorial historicista de Castelló de Farfanya (Noguera) inclosa a l'Inventari del Patrimoni Arquitectònic de Catalunya.

## Descripció

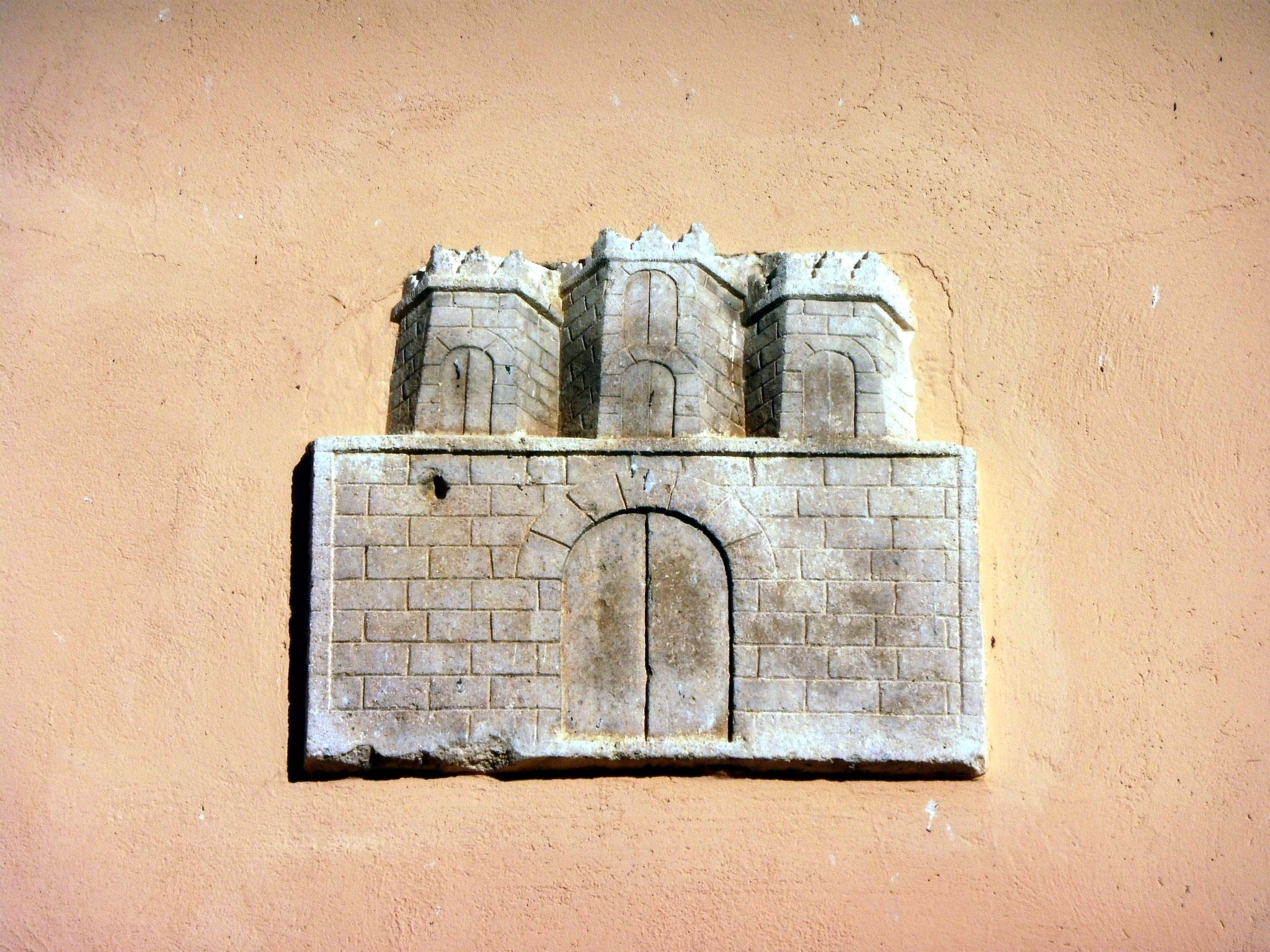
Escut de Castelló a la façana

Edifici d'estil neorenaixentista de dues plantes. Ostenta a la part superior tretze finestrals arquejats, de mig punt. Al mig de la façana hi ha tres balcons de ferro forjat i al mig d'ells, l'escut en relleu de Castelló mostrant les tres torres.
L'entrada és en arc de mig punt. A la porta hi ha fixada una cana, mesura de longitud antiga emprada pels comerciants en dies de mercat.

## Història
El 1328 el comtat d'Urgell, amb Castelló de Farfanya, pertanyia a l'Infant Jaume que atorgà a la vila un règim municipal de govern semblant al de la Paeria de Lleida. El seu successor Pere d'Urgell feu edificar l'església de Santa Maria. La construcció original de l'edifici de l'ajuntament segurament deu datar d'aquesta època, tot i que l'actual sigui posterior.